# Mykenische Kommission
Die Mykenische Kommission war eine Forschungseinrichtung der Österreichischen Akademie der Wissenschaften, das 1971 auf Initiative von Fritz Schachermeyr eingerichtet wurde. 2013 ging sie in das neu gegründete Institut für Orientalische und Europäische Archäologie (OREA) der Österreichischen Akademie der Wissenschaften ein, dieses wiederum wurde 2021 Teil des neu aufgestellten Österreichischen Archäologischen Instituts.
Die Mykenische Kommission wurde eingerichtet, um die Erforschung der griechischen Ur- und Frühgeschichte, des minoischen und mykenischen Griechenlands und der sogenannten nachmykenischen „Dunklen Jahrhunderte“ bis zur Zeit Homers voranzutreiben. Die Interdisziplinarität ist eines der wichtigsten Anliegen der Kommission, archäologische, althistorische sowie philologisch-indogermanistische Studien sollen verbunden werden, etwa anhand der Linear-B-Texte. Damit übernahm die Kommission immer mehr Aufgaben eines Wiener Forschungszentrums für Mykenologie. Unter anderem waren Sigrid Jalkotzy-Deger (Obfrau), Gerhard Dobesch (stellvertretender Obmann), Heiner Eichner, Susanne Heinhold-Krahmer, Günther Hölbl, Hermann Hunger, Johannes Koder, Oswald Panagl und Gerhard Thür Mitglieder der Kommission, früher unter anderem auch Vassos Karageorghis und Thomas G. Palaima.
Neben den allgemeinen Forschungen verwaltete die Kommission die sogenannte „Sammlung Schachermeyr“. Es handelt sich um eine Sammlung von etwa 2000 Keramikfragmenten und einigen Ganzgefäßen, die Schachermayer während seiner Forschungszeit im gesamten östlichen Mittelmeerraum zusammengetragen hatte, um damit eine Studiensammlung zu errichten, die den akademischen Unterricht unterstützen sollte. In der Sammlung finden sich Keramikbeispiele vom Neolithikum bis zur Bronzezeit. Die Sammlung ist bedingt für die Allgemeinheit zugänglich. Innerhalb der Kommission werden mehrere Projekte durchgeführt. Zudem wird eine nennenswerte Anzahl von Büchern veröffentlicht. Jährlich werden Veranstaltungen in Form von Kolloquien und Workshops angeboten.